# Kutusaari (ö i Kajanaland, Kehys-Kainuu, lat 63,82, long 29,96)
Kutusaari är en ö i Finland. Den ligger i sjön Jonkeri och i kommunen Kuhmo i den ekonomiska regionen  Kehys-Kainuu  och landskapet Kajanaland, i den östra delen av landet, 500 km nordost om huvudstaden Helsingfors. Öns area är 8,9 hektar och dess största längd är 0,7 kilometer i sydöst-nordvästlig riktning.